# آرال (قره‌دریا)
آرال (به لاتین: Aral) یک منطقهٔ مسکونی در قرقیزستان است که در شهرستان سوزک واقع شده‌است. آرال ۵٬۳۹۸ نفر جمعیت دارد.